# 斯捷波克 (杜納伊夫齊區)
48°55′43″N 26°46′18″E / 48.92861°N 26.77167°E
斯捷波克（烏克蘭語：Степок）是位於烏克蘭西部赫梅利尼茨基州裏卡緬涅茨-波多利斯基區的杜納伊夫齊市鎮的村莊，面積0.52平方公里，海拔高度306米，2001年人口137，人口密度每平方公里265人。